# Изгрев (Смолянская область)
Изгрев (болг. Изгрев) — село в Болгарии. Находится в Смолянской области, входит в общину Неделино. Население составляет 190 человек.

## Политическая ситуация
В местном кметстве Изгрев, в состав которого входит Изгрев, должность кмета (старосты) исполняет Бисер Митков Младенов (Граждане за европейское развитие Болгарии (ГЕРБ)) по результатам выборов.
Кмет (мэр) общины Неделино — Илия Петров Вылчев (Болгарская социалистическая партия (БСП)) по результатам выборов.